# ژولت موژنایی
ژولت موژنایی (مجاری: Zsolt Muzsnay؛ زادهٔ ۲۰ ژوئن ۱۹۶۵) بازیکن سابق و مربی فوتبال اهل رومانی است.
از باشگاه‌هایی که در آن بازی کرده‌است می‌توان به باشگاه فوتبال استوا بخارست، باشگاه فوتبال رویال آنتورپ، و باشگاه فوتبال ویدتون اشاره کرد.
وی همچنین در تیم ملی فوتبال رومانی بازی کرده‌است.